# Puccinia
Puccinia è un genere di funghi Basidiomiceti. Tutte le specie di questo genere sono parassite obbligate di piante e provocano le malattie conosciute come "ruggini".

## Specie
- Puccinia angustata
- Puccinia arachidis
- Puccinia aristidae
- Puccinia asparagi
- Puccinia cacabata
- Puccinia campanulae
- Puccinia carthami
- Puccinia coronata
- Puccinia dioicae
- Puccinia erianthi
- Puccinia extensicola
- Puccinia graminis
- Puccinia helianthi
- Puccinia hordei
- Puccinia horiana
- Puccinia kuehnii
- Puccinia malvacearum
- Puccinia melanocephala
- Puccinia menthae
- Puccinia monoica
- Puccinia pelargonii-zonalis
- Puccinia phyllostachydis
- Puccinia pittieriana
- Puccinia poarum
- Puccinia psidii
- Puccinia punctiformis
- Puccinia purpurea
- Puccinia recondita
- Puccinia schedonnardii
- Puccinia sessilis
- Puccinia striiformis
- Puccinia subnitens
- Puccinia substriata
- Puccinia thalaspeos
- Puccinia thaliae
- Puccinia triticina
- Puccinia urticata
- Puccinia verruca
- Puccinia xanthii